# Zygosaccharomyces rouxii
Espèce
Zygosaccharomyces rouxii est une espèce de levure du genre Zygosaccharomyces.
Elle fut initialement décrite comme Saccharomyces rouxii par Boutroux en 1883 puis fut reclassée dans le genre Zygosaccharomyces après les travaux de Barnett et al.
Elle est remarquablement tolérante à de fortes concentration de sucre ou de sel.

## Description
C'est une levure diploïde, homothallique, osmophile, c'est-à-dire capable de supporter de grandes pressions osmotiques, comme de fortes concentrations de sucre. Elle produit de l'éthanol par fermentation alcoolique.
On la rencontre sur les raisins, dans l'urine, les aliments fermentés, les sirops (d'érable), le miel, le concentré de jus de raisin, la pâte d'amande (massepain), les fruits confits, le miso, la marmelade, le vin.
Elle produit la fermentation du dextrose (D-glucose) et du maltose (sucre de malt) mais n'a pas d'activité fermentaire sur le saccharose et le lactose. Les cellules sont petites, rondes ou ovales et se lient entre elles en chaînes. Elle est particulièrement tolérante à un large domaine d'acidité et de concentration de sucre et de sel mais est sensible à des températures supérieures à 35 °C à moins d'être protégée par une petite quantité de sucre dans le milieu.
Elle se cultive sur la gélose à l'extrait de malt (ou Malt-Agar). Après 3 jours à 25 °C, les cellules sont sphéroïdales à cylindricoïdales, soit isolées ou en paires ou parfois en petits amas.

## Histoire
Deux collaborateurs de Pasteur sont à l'origine de la découverte de cette nouvelle levure qui fut isolée par Émile Roux dans du jus de fruit en fermentation et qui fut décrite comme Saccharomyces rouxi par Léon Boutroux (Annls Sci. Nat., Bot., sér. 6: 144, 1883).
Elle a été décrite de multiples fois sous des noms différents. Voir par exemple la liste de synonymes de ITIS.

## Utilisations
En alimentation, cette levure est utilisée dans la fermentation des graines de soja au cours de la fabrication de sauce de soja et de miso où elle joue un rôle important dans le développement des arômes. Elle est présente aussi dans la fermentation du vinaigre balsamique traditionnel italien.
Dans la fabrication de la sauce de soja, on ensemence par des moisissures (Aspergillus oryzae) des graines de soja et de blé pour fabriquer un koji, puis celui-ci est mis en saumure et ensemencé par la bactérie lactique Tetragenococcus halophilus (=Pediococcus halophilus) qui produit de l'acide lactique puis par Zygosaccharomyces rouxii qui produit de l'alcool.
Le miso s'obtient par un koji de céréale ensemencé par une moisissure (Aspergillus oryzae) qui ensuite est salé et fermenté par des bactéries lactiques (Enterococcus, Pediococcus...) et des levures comme Z. rouxii.
Des études récentes ont montré qu'elle est impliquée dans la fabrication du vinaigre balsamique traditionnel, fabriqué en Italie.
Z. rouxii produit une fermentation alcoolique et hydrolyse divers acides aminés dans leurs alcools respectifs. Cette levure synthétise des composants aromatiques importants HEMF et HDMF.
Z. rouxii peut altérer certains aliments comme le lait concentré, le sirop concentré, la confiture, les pâtisseries. Elle provoque une fermentation alcoolique : l'altération du sirop se manifeste par un goût alcoolique et surtout par un intense dégagement gazeux qui rend la boisson pétillante et qui peut faire gonfler les emballages.